# Amara Lingua
Tuwuh Adijatitesih Amaranggana, bättre känd som enbart Amara och Mara, född 8 juli 1975 i Jakarta, är en indonesisk fotomodell, sångerska och skådespelerska.

## Diskografi
- Bila Kuingat
- Jangan Kau Henti
- Bintang
- Takan Habis Cintaku
- Aku
- Syukur
- Indonesia Raya
- Good Time

## Filmografi
- 2006 – Misi: 1511
- 2015 – Tiger boy